# 옥성초등학교 (경북)
옥성초등학교는 대한민국 경상북도 구미시 옥성면 주아리에 있는 공립 초등학교이다.

## 학교 연혁
| 1924년 | 9월 4일  | 옥성공립보통학교 개교(설립인가 5월 6일, 4년제)         |
| 1938년 | 4월 1일  | 옥성공립심상소학교로 개칭                              |
| 1941년 | 4월 1일  | 옥성공립국민학교로 개칭                                |
| 1983년 | 3월 1일  | 병설유치원 개원                                        |
| 1995년 | 3월 1일  | 구봉국민학교 통폐합                                    |
| 1996년 | 3월 1일  | 옥성초등학교로 개칭                                    |
| 2009년 | 3월 1일  | 제28대 홍영목 교장 부임                                |
| 2013년 | 9월 30일 | 유소년 승마단 창단                                     |
| 2015년 | 9월 1일  | 제31대 이대영 교장 부임                                |
| 2017년 | 2월 17일 | 제90회 졸업식(남 4명,여 2명,계 6명,졸업생누계 3,248명) |
| 2017년 | 3월 1일  | 5학급 편성(특수 1학급 포함)                            |

## 참고 자료
- 구미옥성초등학교 - 한국교육학술정보원 학교알리미